# Snyggast.se
Snyggast.se var ett svenskt webbcommunity 2001–2010 som främst riktade sig till barn och ungdomar i åldern 13–25 år, där användarna bland annat kunde lägga upp bilder på sig själva och sedan få sitt utseende bedömt (skala 1–10) och eventuellt kommenterat av andra användare. Webbplatsen fanns även översatt till engelska.
I september 2003 hade Snyggast 318 000 unika besökare. I maj 2007 var det ungefär 60 000 registrerade användare.

## Historik
Snyggast.se, som då hade adressen Snyggast.just.nu, öppnade i januari 2001 och drevs först av företaget Svenska Let to Phone AB som gick i konkurs 2008. Från 1 mars 2007 ägdes Snyggast.se av företaget Snyggast i Malmö AB.
År 2003 uppmärksammades sajten för att det förekom så kallad modemkapning på sajten. En programvara kunde laddas ner till besökarens dator utan något medgivande, och om besökaren gjorde ett aktivt val via en dialogruta kunde datorns modem ringa upp ett betalnummer och fakturan kunde uppgå i flera hundra kronor. Ansvariga för programvaran ansåg inte att det var fråga om modemkapning eller något olagligt.
Den allmänna kritiken mot Snyggast handlade ofta om att minderåriga medlemmar publicerat alltför lättklädda bilder på sig själva och att den typen av webbplatser främjar utseendefixering, vilket i sin tur skulle kunna leda till exempelvis mobbning, ätstörningar och självmordstankar bland ungdomar.
På senare tid handlade kritiken om att barn och ungdomar på sidan kontaktats av äldre personer och erbjudits att posera framför webbkamera, att skicka nakenbilder av sig själva eller på annat sätt delta i sexuella aktiviteter, det vill säga det som senare kom att kallas gromning. Sajtens upphovsmän försökte motverka detta, bland annat genom att lägga in varningstexter samt länkar till media i vilka varnades för användare med brottsliga avsikter.

## Affärsidé och utformning
Grundidén med Snyggast var hämtad från liknande webbplatser som amerikanska HOT or NOT och tidigare svenska Megapudding.com. Principen byggde på att medlemmar på Snyggast laddade upp bilder, texter eller videoklipp för att sedan få dem betygsatta och eventuellt kommenterade av andra användare. De högst rankade objekten visades i topplistor och kunde på så sätt få mer publicitet.
Det fanns tydliga regler för vad användarna fick lägga upp, men uppladdat material och kommentarer verifierades dock inte innan det visades för användarna och besökarna. Däremot gjordes begränsade kontroller i efterhand och medlemmarna kunde själva välja om de ville få kommentarer från andra användare och om dessa skulle vara offentliga eller privata. Användarna rekommenderades att anmäla otillåtenheter till administratören.

## Tjänster och registrering
Med åren utökade Snyggast sitt tjänsteutbud med bland annat SMS-tjänster, fler kategorier samt mer reklam. Webbplatsen gav även inspiration till underhållningsprogrammet Snyggast i klassen som började sändas 2007 i TV400.
I september/oktober 2009 infördes registrering via mobiltelefon för såväl nya som tidigare användare. Registreringen var frivillig men krävdes för att få tillgång till användarkonto, användarmaterial och de flesta funktionerna. En prenumerationsavgift debiterades månadsvis från användarens mobiltelefonabonnemang/kontantkort. Fram till november/december 2009 saknades information om att det var en prenumerationstjänst, tydliga kostnadsuppgifter och hur man skulle göra för att avbryta prenumerationen.
I september 2009 informerades besökarna om att Snyggast.se var till salu. Prislappen var satt till 250 000 euro. 

## Konkurs
Snyggast.se stängde sin verksamhet och togs ner helt 2 juni 2010 efter att företaget satts i konkurs. Webbadressen (ej konceptet) köptes av konkursboet och länkade från december 2010 till Snyggastchatten.se, chatten på före detta Snyggast.se. 2016 såldes webbadresserna (ej konceptet) och snyggastchatten som sådan slutade existera.

## Snyggastchatten.se
År 2001 startade en 14-åring Snyggastchatten, eftersom han saknade ett forum där han och andra ungdomar kunde chatta ostört.
År 2016 lades även webbsidan snyggastchatten.se ner och domänerna (ej webbplatsen) såldes av på auktion. Snyggastchatten öppnade igen i januari 2016 med nya ägare, nytt utseende, ny medlemsdatabas och en åldersgräns på 18 år.